# マレー沖海戦
マレー沖海戦（マレーおきかいせん）は、第二次世界大戦（太平洋戦争･大東亜戦争）中の1941年（昭和 16年）12月10日にマレー半島東方沖で日本海軍の陸上攻撃機とイギリス海軍の東洋艦隊の間で行われた戦闘である。日本海軍航空隊がイギリス東洋艦隊の戦艦プリンス・オブ・ウェールズと巡洋戦艦レパルスを撃沈した。航行中の戦艦を航空機だけで撃沈した世界初の事例である。

## 背景

### マレー方面の軍備
1930年代の極東に対するイギリスの基本防衛計画は、来襲する敵（日本軍）をシンガポール要塞で防御し、その間に主力艦隊を回航して制海権を得ようというものだった。幾度かの計画変更の後、1941年4月にはアメリカ・イギリス・中国・オランダによってABCD包囲網が形成されそれが更に狭まり、アメリカは艦隊を派遣して地中海のイタリア艦隊を抑制、イギリスは東洋艦隊を極東に派遣するという方針を確認していた。
ウィンストン・チャーチルイギリス首相・国防相はキング・ジョージ5世級戦艦デューク・オブ・ヨーク、レナウン級巡洋戦艦 1隻、空母1隻の派遣を提案したが、海軍大臣は反対した。イギリス軍海軍当局は、極東での日本の脅威に対応するためにネルソン級戦艦 2隻、リヴェンジ級戦艦 4隻、空母ハーミーズ、アーク・ロイヤル、インドミタブルを送る計画であり、新鋭のキング・ジョージ5世級戦艦 2隻は、ドイツ海軍ビスマルク級戦艦 2番艦ティルピッツの出撃に備えてイギリス本国のスカパフローから動かすつもりはなかった。これに対しチャーチルは高速戦艦を中心とした遊撃部隊を送って抑止力とすることを強く主張する。チャーチルは大和型戦艦の存在を気にかけていた。
最終的に、キング・ジョージ5世級戦艦 2番艦プリンス・オブ・ウェールズ、レナウン級巡洋戦艦 2番艦レパルス、空母インドミタブル、護衛の駆逐艦エレクトラ、エクスプレス、エンカウンター、ジュピターからなるG部隊が編成された。
プリンス・オブ・ウェールズは10月23日にスカパフローを出港し、11月16日南アフリカのケープタウン、セイロン島を経て1941年12月8日の開戦直前の12月2日にシンガポールのセレター軍港に到着した。プリンス・オブ・ウェールズはマレー駐屯陸軍司令官アーサー・パーシバル中将に出迎えられ、各国報道陣に公開されてイギリス連邦諸国民に安心感を与えた。ウェールズ到着のラジオ放送は、南方に向け航海中の第二艦隊旗艦愛宕でも受信していた。
12月4日、フィリップス長官は飛行艇でマニラ（アメリカ領フィリピン）に移動し、アメリカアジア艦隊司令長官トーマス・C・ハート大将と会談、12月6日の日本艦隊・輸送船団発見の報告を受けて12月7日にシンガポールに戻った。
その一方、空母インドミタブルは11月13日にジャマイカ島近海で座礁事故を起こし、合流できなかった。かわりに小型空母ハーミーズの合流が決定したが、ハーミーズはダーバンで修理中のため合流できなかった。フィリップス提督は自軍の戦力に不安を感じ、リヴェンジ級戦艦リヴェンジ、ロイヤル・サブリン、クイーン・エリザベス級戦艦ウォースパイトを12月20日頃までに派遣するよう希望している。航空機に関してイギリス軍参謀本部は「日本軍機とパイロットの能力はイタリア空軍と同程度（イギリス軍の60%）」と想定し、マレー防衛計画に336機の配備を決定したが、実際には半数程度しか配備されていなかった。これはチャーチル首相がソ連に大量の航空機を供給していたからである。
日本軍はイギリス東洋艦隊の実情を把握しており、また対策をとっていた。12月7日、シンガポールの北東約300kmにあたるアナンバス諸島とマレー半島東岸のチオマン島の間に特設敷設艦辰宮丸が機雷を敷設。さらに第四潜水戦隊・第五潜水戦隊の潜水艦複数隻（伊53、伊54、伊55、伊56、伊57、伊58、伊62、伊64、伊66、伊65）が三線の散開線を構成して哨戒していた。潜水戦隊の軽巡洋艦（鬼怒、由良）は輸送船団護衛部隊と共に行動、潜水母艦はカムラン湾に所在だった。
日本海軍はマレー作戦の兵力をこの方面に向かわせていた。内容は高雄型重巡洋艦 2番艦愛宕を旗艦とする南方部隊本隊（指揮官近藤信竹中将/第二艦隊司令長官、参謀長白石萬隆少将）があり、南方部隊本隊の戦力は第四戦隊（愛宕《第二艦隊旗艦兼第四戦隊旗艦》〔艦長伊集院松治大佐〕、高雄〔艦長朝倉豊次大佐〕）、第三戦隊第2小隊（金剛〔艦長小柳冨次大佐〕、榛名〔艦長高間完大佐〕）、第4駆逐隊（司令有賀幸作大佐：第1小隊〔嵐、野分〕、第2小隊〔萩風、舞風〕）、第6駆逐隊（司令成田茂一大佐：第1小隊〔響、暁〕）、第8駆逐隊（司令阿部俊雄大佐：第1小隊〔大潮、朝潮〕、第2小隊〔満潮、荒潮〕）という編成だった。愛宕麾下の金剛型戦艦 2隻（金剛、榛名）は近代化改装を受けてはいたが、両艦とも艦齢30年になる老艦であり、また元来巡洋戦艦だったため、兵装・装甲の厚さも最新鋭戦艦プリンス・オブ・ウェールズより劣っていた。他に重巡洋艦や水雷戦隊もあったが、英艦隊との砲力の差は如何ともしがたく、万が一の際は水雷攻撃に全力を傾けるつもりであった。連合艦隊参謀長宇垣纏少将は「ウェールズをやっつけたら、次はジョージ5世でも6世でも良い」と日記に残している。戦艦を増強すべきとの意見もあったが、山本五十六連合艦隊司令長官は雷撃隊で十分だと思うとしてその意見は容れなかった。
また、第一航空部隊として松永貞市少将を司令とする第二十二航空戦隊（美幌航空隊　元山航空隊：九六式陸上攻撃機 27、元山航空隊　サイゴン基地：九六陸攻27）を南方に進出待機させ、新たに鹿屋航空隊の一式陸上攻撃機 54機を配備してイギリス東洋艦隊を待ちうけていた。

### マレー作戦の状況
日本は大東亜戦争の開戦と同時に比島およびマレー方面への侵攻によって南方要域攻略作戦を開始する計画を立てた。12月6日、日本軍輸送船団はオーストラリア空軍偵察機に発見され、同機は戦艦1隻を含む大部隊が南方に向かっていることを報告した。イギリス軍は日本軍輸送船団がタイ国へ上陸するのか、マレー半島へと上陸するのか、判断できなかった。
12月7日午前9時50分、宣戦布告前、日本軍零式水上偵察機と陸軍戦闘機隊がPBYカタリナ飛行艇を撃墜する。午前10時30分、小沢中将の艦隊はG点に到達し、日本軍輸送船団は予定に従って分散した。行く先は、プラチャップ方面に輸送船1隻、バンドン方面に香椎と輸送船3隻、ナコン方面に占守と輸送船3隻、シンゴラとパタニ方面に第20駆逐隊（朝霧、夕霧、天霧）・第12駆逐隊（叢雲、東雲、白雲）・掃海艇3隻・輸送船17隻（第二十五軍先遣兵団）、コタバル方面に軽巡洋艦川内（第三水雷戦隊旗艦）、第19駆逐隊（綾波、磯波、浦波、敷波）・掃海艇3隻、輸送船3隻である。
12月8日午前1時30分、日本軍はコタバル上陸を開始、イギリス軍も応戦し真珠湾攻撃より2時間前に交戦がはじまった。イギリス軍機は輸送船淡路山丸を航行不能とし、綾戸山丸、佐倉丸大破という戦果をあげ、護衛部隊司令官橋本信太郎第三水雷戦隊司令官に一時退避を決断させた。各方面の日本陸軍上陸作戦は成功した。
12月8日の早朝、ハワイの真珠湾攻撃より70分早く、日本軍はタイ国の国境に近いイギリス領マレーのコタバルに陸軍部隊を上陸させた（大本営もこのコタバル上陸をもって、対英米への宣戦を布告したと報じた）。この部隊は、マレー半島を南下してイギリスの極東における根拠地、シンガポールを攻撃予定であった。
第一航空部隊の松永少将はイギリス東洋艦隊が出現しない可能性が高まったため、配下部隊にシンガポールの四箇所の飛行場爆撃を命じる。元山航空隊は悪天候のため引き返したが、美幌航空隊32機が12月8日午前5時38分からシンガポールを爆撃、損害なくツドモー基地に帰投した。この時、山田隊の偵察機がシンガポールを偵察し、「1120、湾内に戦艦2（プリンス・オブ・ウェールズとレパルス）、巡洋艦4、駆逐艦4」を報告した。
マレー第一次上陸作戦を概成したと判断した馬来部隊指揮官の小沢治三郎海軍中将は9日午前0時にマレー第二次上陸作戦と英領北ボルネオ攻略作戦の編制に切り替えていた。海軍の第一航空部隊による開戦初頭のシンガポールに対する空襲は相当の成果を収めたと判断され、陸軍の第三飛行集団の北部マレー方面の航空作戦はおおむね順調に経過している模様であった。英航空部隊の活動は一般的に低調なため、防備に追われ、消極作戦に終始しているものと判断された。12月8日および12月9日には敵情報が入ってこなかったことから「特に敵情に変化はなし」と判断していた。金剛・榛名以下の艦隊はカムラン湾に引き上げて燃料補給を実施することとした。輸送船団護衛の任にあった小沢治三郎中将（重巡洋艦鳥海座乗）指揮の南遣艦隊（巡洋艦及び水雷戦隊など）も、上陸部隊を乗せた輸送船団の護衛を終えてカムラン湾に引き返しつつあった。
12月9日午後2時30分、馬来部隊司令部は、英戦艦がセレター軍港に在泊しているという陸偵報告を受信した。開戦前の12月6日に日本の船団部隊は英軍機に触接されたので小沢中将は英軍による先制攻撃の公算が大きいと判断して厳重に警戒していたが、英軍の反撃がないまま上陸に成功し、輸送船の荷揚げが続行されているだけの状態では今後反撃を受けても、上陸部隊に損害はなく、若干の物資と空船を損失する程度で、英軍の反撃好機と日本の危険な時期は過ぎていた。しかし、将来的に好機をつかんで反撃に来る公算はあり、これに対し、南シナ海の哨戒強化、セレター在泊中の英戦艦に航空攻撃を加えて同港からの後退を強要する必要があった。さらに作戦海面では敵潜出没の報が頻繁にあり、少なくとも3隻以上の潜水艦が作戦に従事している様子で各部隊は対潜掃蕩を徹底してその制圧撃破を図る必要もあった。これらの情勢判断に基づき、小沢中将は主に航空部隊と潜水部隊をもって英海空部隊の反撃に備え、水上部隊の大部分は次期作戦の準備を行うと定めて発令した。

## 経過

### 英艦隊の出撃
12月6日に英哨戒機がカモー岬で日本の大船団発見の報を受け、7日夜に英東洋艦隊司令長官トーマス・フィリップス中将がマニラからシンガポールに帰投し、ポートダーウィンに向かっていた巡洋戦艦レパルスなどを呼び戻して7日に入港させた。イギリス極東軍総司令部長官ロバート・ポッファム航空元帥兼大将は、この日本船団は佛印南西岸に集結し、英軍の攻撃を誘発しようとしているかもしれないから航空哨戒を厳重にし、その行先が明らかになるまで静観することとしたが、7日は天候不良で日本船団を発見できなかった。
12月8日、フィリップス中将は極東軍総司令部を訪れ、情報を確認し、ポッファム大将の意見を交わし、英艦隊が出撃する場合に空軍の協同・支援について以下を要望した。
1. 空軍は9日未明から艦隊の前方100浬を索敵し、艦隊はマレー半島に沿って北上する。
2. 空軍は10日早朝からコタバルからシンゴラ方面を索敵し、艦隊は日本船団を攻撃する。
3. 空軍は10日艦隊の上空直衛を行う。

しかし、極東総司令部では、空軍の艦隊支援は何も決定しなかった。
フィリップス中将はプリンス・オブ・ウェールズに戻り、午後2時から作戦打ち合わせを行った。当時の情報では、日本艦隊の水上兵力は戦艦1、巡洋艦7、駆逐艦20を基幹とし、潜水艦もマレー東方海面に配備されていると判断していたが、航空部隊についてはほとんどわかっていなかった。英艦隊は戦艦では優勢だが、稼動駆逐艦は旧式の4隻で、空軍の支援が期待できるかも不明であった。レパルス艦長テナント大佐が「艦隊は出撃して日本船団を攻撃する」と主張し、全員がこれに同調してフィリップス中将は日本船団の攻撃を決意し、機関待機を命じるとともに、「艦隊は8日夕刻出撃、哨戒機の誘導により10日コタバル、シンゴラに敵船団を攻撃の予定、艦隊協力索敵機及び護衛戦闘機については空軍と協議のうえ決定」と指令し、空軍司令部に赴いた。空軍司令部は、フィリップス中将が要望した支援について検討したが、10日の索敵は自信がなく、艦隊上空警戒も疑問であるとして10日の支援については後で返答すると答えた。イギリス空軍司令部はコタバル飛行場から撤退したこともあり、フィリップス提督に対し哨戒と艦隊上空警戒を約束できなかった。フィリップス東洋艦隊司令部は、日本軍輸送船団を撃滅することで日本軍の機先を制し、日本軍が態勢を立て直す間に英軍は増援を待つという方針だったという意見もある。事前にイギリス東洋艦隊の存在があまりにも宣伝されすぎたため、また極東イギリス連邦国民に「危機になれば東洋艦隊が出撃する」と長年にわたって約束していたため、面子の関係からも出撃しないわけにはいかなかったとする意見もある。
東洋艦隊司令部に戻ったフィリップス中将は空軍司令部に戦闘機の艦隊支援に対する要望を書簡にして送付し、8日午後6時55分、戦艦「プリンス・オブ・ウェールズ」、巡洋戦艦「レパルス」、駆逐艦「エレクトラ」、「エクスプレス」、「テネドス」、「ヴァンパイア」を率いてシンガポールを出撃した。出撃時間は8日午後8時25分とする文献もある。英艦隊がチャンギー信号所を通過する時、空軍司令官から「遺憾ながら戦闘機による護衛不可能」と信号が届いた。また、9日午前3時に東洋艦隊司令部に残ったパリサー参謀長から、戦闘機護衛不可の他、9日の艦隊前路哨戒と10日早朝のコタバル・シンゴラ方面の偵察は実施される見込みであること、北部マレーの英空軍基地が日本の攻撃で部隊の掌握が不可能になりつつあること、日本が南部佛印航空基地群に強力な爆撃部隊を配備していることを知らされ、フィリップス中将は採るべき作戦は奇襲だけと判断し、9日中に日本軍に発見されない場合は10日早朝に日本船団を攻撃することを決心して北上を続けた。
9日午前5時30分、アナンバス諸島の南西に達し、同島の東を回って午前9時頃にその北方に達した。艦隊が半島沿いの航路を採らなかったのは、日本軍は英艦隊のこの航路を予測していると判断したためとする意見もある。マレー半島とアナンバス諸島の間に日本軍が機雷を敷設していたため、英艦隊はマレー半島沿いに北上することが出来ず、同諸島東方を迂回したという意見もある。

### 日本の英艦隊発見

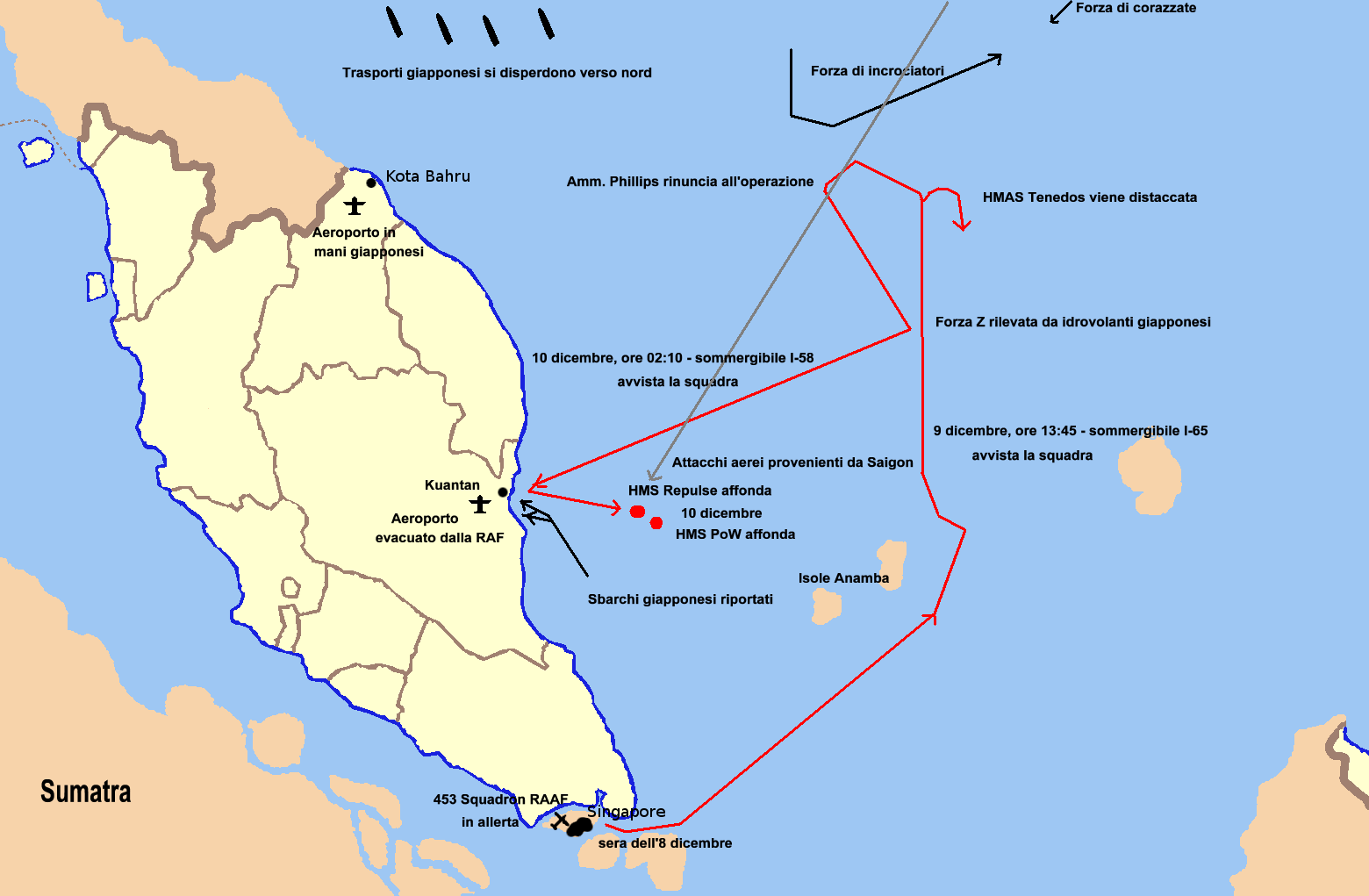
赤：イギリス艦隊の航跡

日本の潜水部隊の待機配備は、日本の攻略部隊に対し反撃を企図する英艦隊の出現の公算の最も大きいと判断される海面、すなわち南シナ海南部のほぼ中央からマレー半島沿岸に至る海面に、南はシンガポール海峡東口から北はトレンガヌ沖に至るまで、縦深性のある散海線を構成して所要の潜水艦を配置し、北上する英艦隊の捕捉と攻撃を企図していた。
12月9日午後3時15分、南北に三線にわたり展開された潜水艦散開線のうち、中央散開線の一番東側に位置していた伊65（原田毫衛艦長）が艦影二を発見、英艦隊発見の第一報を打電した。
敵「レパルス」型戦艦二隻見ユ　地点「コチサ」一一　針路三四〇度　速力一四節　一五一五
宇垣参謀長の「戦藻録」によれば、伊65の英艦隊発見地点はマレー半島プロコンドル島の196度225浬である。伊65は打電後も接触を続けたが、午後5時20分に一旦見失った。
この第一報を馬来部隊（南遣艦隊司令長官小沢治三郎中将）が受信したのは午後5時10分以降であり、伊65からの敵艦隊発見報告は著しい遅延であった。第二艦隊司令長官近藤信竹中将（南方部隊指揮官）麾下の南方部隊本隊には、午後5時25分に「レパルス型戦艦2隻、重巡洋艦2隻、駆逐艦3隻」という情報が入った。南方部隊本隊（第二艦隊）は反転南下した。第四潜水戦隊司令官吉富説三少将は、伊65からの報告を受けて麾下潜水艦に散開待機位置の変更を命じた。伊65は午後6時22分に再度英艦隊を発見したものの、上空に水上偵察機（軽巡洋艦鬼怒搭載機）が出現したため潜航したので目標を見失った。空からは鬼怒（第四潜水戦隊旗艦）と由良（第五潜水戦隊旗艦）の九四式水上偵察機、第七戦隊（司令官栗田健男少将）旗艦・重巡洋艦熊野等の水上偵察機が日没まで触接を続け、熊野2号機が行方不明。鈴谷偵察機は不時着（生還）。さらに由良機が未帰還となった。
午後5時10分から20分までの間に伊65から英戦艦発見の第一報を受けた小沢中将は、先の「英戦艦はシンガポールに在泊している」という陸偵の報告を覆すものだった。受信時間は午後5時15分とする意見もある。小沢は以下の判断をした。
1. 潜水艦の報告の真偽は不明だが、直ちに「鳥海」と第七戦隊の水偵を発進させて英艦隊を捜索する。
2. 第一航空部隊に索敵攻撃させる。
3. 付近行動中の水上部隊である馬来部隊主隊、護衛隊本隊、重巡洋艦（鳥海、最上、三隈、鈴谷、熊野）、軽巡洋艦（鬼怒、由良）、駆逐艦（吹雪、白雪、初雪、狭霧）を集結し、9日夜中に英艦隊を補足、夜戦によって英艦隊を撃滅する。
4. マレー東岸で揚陸中の輸送船を急速避難させる。

このために関係部隊に相次いで命令を発した。「伊65」の報告を受け行われた写真の再調査によりシンガポールに戦艦は在泊していなかったことが判明し、そのことは午後6時30分に馬来部隊にも届いた。
9日午後5時30分、馬来部隊電令作第二四号によって第一航空部隊に対し、伊65の戦艦報告位置を知らせるとともに目標への索敵攻撃を命じた。第一航空部隊の指揮官・松永貞市少将は、優勢な英艦隊に対し、劣勢な小沢部隊が夜戦を決行する決意を報じたため、悪天候にもかかわらず攻撃を決意し、午後5時30分に各隊へ出撃を命じ、攻撃隊3波を発進させた。陸攻部隊は爆弾を装備し、英戦艦にダメージを与えて日本艦隊を掩護する事が任務だった。
英艦隊は、低い雲やスコールのため視界は悪かったが、午後6時30分頃、空が急に晴れ、3機の日本水上機を視認し、夜になるまで追尾された。またプリンス・オブ・ウェールズのレーダーが日本軍水上偵察機を捉えたが、
1. わが目標はシンゴラ沖にして、日本軍上陸部隊支援部隊中主力艦は金剛ただ一隻なるものの如し。他に愛宕級3、加古級1、神通級2の各型巡洋艦と駆逐艦多数あり。
2. 本長官は明早朝、敵の航空攻撃を受ける以前に敵上陸支援部隊を奇襲せんとするも、これに先立って金剛と遭遇するときは優先的にこれと戦い撃滅せんとす。
3. 1800（東京時間午後7時30分）信号を待ちて針路を320度とし、さらに1930（午後9時）280度に変針し、24ノットに増速すべし。その後は10日1600（午後5時30分）C地点（アナンバス諸島付近）に於いて集合し得る如く行動せよ。
4. 明日0745（午前9時15分）を期しシンゴラ突入を決行す。攻撃後は東方に避退す。
5. 10日未明以前に駆逐艦3隻を分離帰投せしめ、その後は戦艦のみにて突撃す。全軍の武運を祈る。

以上の命令を出し、フィリップス中将は船団攻撃の決意を変えなかった。
午後7時30分頃、小沢中将は、馬来部隊主隊に英主力艦誘致を命じた南方部隊命令を受けたが、英戦艦発見時に主隊は南方部隊本部と第三水雷戦隊主力とは200海里も離れていたので、小沢は所在の水上部隊と航空部隊、潜水部隊をもって索敵攻撃を決意しており、この命令は小沢の意図と異なるものであったため、
1. 第一航空部隊及潜水部隊は今夜敵主力に極力触接攻撃せよ
2. 水上部隊は明天明後　航空部隊、潜水部隊の攻撃に策応機宜攻撃を加へつつ味方主力に誘致したる後決戦せんとす
3. 3Sdは明十日成る可く速に7Sに合同せよ

以上を馬来部隊電令作第二六号として発令する。
9日午後8時5分、フィリップス中将は駆逐艦テネドスを分離し、シンガポールに帰投させ、同艦に対して10日午前9時30分に10日朝の艦隊の予定位置を発信するように命じた。あるいは時間は午後6時30分とし、燃料不足が原因とする意見もある。また、テネドス艦長に対し10日朝に無線封止を解除し、アナンバス諸島東方に連合国軍巡洋艦・駆逐艦を集結させるよう求めている。
9日午後8時25分、英艦隊は10日午前7時15分頃にシンゴラ沖に達するように針路280度、速度21節を変えたが、司令部は艦隊の作戦を検討し、シンガポールに反転することを決め、午後9時45分南東に変針し、速力を20節に落とした。一方、日本の小沢中将は主隊に関し、当時の状況におけるそれ以上の接敵は不利と認め、月出の10日午前0時8分を待って接敵することを決意し、午後8時50分に90度に変針、続いて英主力艦と並進するよう針路50度に変針を命じた。護衛隊本隊も午後8時50分に170度にした後、午後9時に主隊と並行針路に変えた。この小沢の判断は、伊六十五潜や触接中の水偵から英艦隊発見の続報がなく、午後8時30分以降「鬼怒」機に吊光投弾の投下を命じたが、その模様もなく、第一航空部隊の索敵からも報告がないため、潜水艦及び飛行機が英艦隊を再発見して終夜触接ができる可能性が低いこと、付近に「由良」が行動中で、護衛隊本隊とも電話連絡中であるが、相互に視認できていないこと、現在の気象状況は急速に回復するとは考えられず、月出まではこの視界が続くと予想されること、この状態では統制のある誘致作戦は困難であり、同士撃ちの危険さえあることに基づいていた。
午後8時58分、日本の主隊が針路50度に変針した時、馬来部隊司令部は、英艦隊は主力の110度から120度方向、35から40浬にあると判断していた。小沢中将は、その時の距離は35浬と判断していたと戦後証言しているが、英資料と参照すると午後8時50分には日本の主隊と英艦隊の距離は20浬以内まで接近し、東西にすれ違い、以後急速に離隔している。この時、両軍艦隊は一時プリンス・オブ・ウェールズの主砲射程圏まで接近していたことになる。また、プリンス・オブ・ウェールズのレーダー（25マイル）が鳥海（主隊）を捉えなかった点に疑問もある。
索敵に向かった第一航空部隊の陸偵一機は悪天候で企図がついえたが、美幌空第二中隊の武田八郎大尉の指揮する陸攻三機は悪天候の中を南進すると、艦影2つを発見し、推定位置と異なるが北方に進行中（英艦隊の針路と推定していたもので小沢はその並進を企図していた）だったので武田大尉は英艦隊と判断し、午後9時30分「敵見ゆ」、続いて午後9時32分「オビ島の150度90浬」と報告した。午後9時30分少し前に、主隊の「鳥海」において航空灯を点灯したまま接近する飛行機を視認し友軍機と思っていると、航法目標灯次いで吊光投弾を落とし、明らかに鳥海（主隊）を英艦隊と誤認していると判断され、「鳥海」は発光信号で「我レ鳥海」と信号したが通じず、さらに探照灯も通じなかった。午後9時30分、避退するため進路0度にするとともに第一航空部隊司令部に対し、「中攻三機鳥海上空ニアリ」「吊光弾下ニ在ルハ鳥海ナリ」と打電、この電を受けた松永少将は索敵機に対し、「味方上空引返セ」と命じたが、武田隊がこの電報を了解する午後10時頃までこの行動は続いた。小沢中将はこの状況では統制された触接誘致作戦は困難と認め、月出後の接敵を断念し、一旦戦場を離脱して南方部隊本隊に合同することを決心し、午後10時に針路を20度に変え、小沢中将は午後10時30分に第九根拠地隊基地司令、第三水雷戦隊司令官に対し、各輸送船はフコク島またはバンコクに避退するよう無電による指示を命じた。
南方部隊指揮官の近藤中将は、午後9時40分に小沢の水上部隊と合同後の戦闘序列を予令し、午後10時50分に進撃要領も示した。また馬来部隊が近藤の本隊に接近中と知ると、午後23時に自隊の位置と合同後の体形を電報し。10日午前4時には南方部隊本隊、馬来部隊主隊、護衛隊本隊は合同を終えた。
英艦隊も午後9時45分頃に前方5マイルに青い閃光を確認し、これは武田機が投下した吊光投弾であり、シンガポールのパリサー参謀長から受信した「本日午後の航空偵察によれば、コタバル付近の海面に戦艦1、最上型巡洋艦1、駆逐艦11及び輸送船多数集結中なり」との報告を検討した結果、針路をシンゴラから南東のコタバルに変更した。午後10時30分、フィリップス提督は作戦中止とシンガポール基地に戻り戦力再編を行うことを伝達した。
第一航空部隊が発進させた攻撃隊は全て引き返し、潜水部隊も敵情を得なかったため、「熊野」機が9日午後7時50分に英艦隊の位置を報告して以降、日本は英艦隊の動静をつかめずにいた。12月10日午前1時22分、同海域で英艦隊の動向を見張っていた潜水艦伊58（北村惣七潜水艦長）は、水上航行中に右20度600メートルの至近距離に駆逐艦らしき艦影2を発見、潜航した。直後、針路180度で航行中の戦艦を発見し、「〇一二二 敵主力反転 針路一八〇度」と打電した。この電文は全軍に向けて打電されたが、第三水雷戦隊が受信を確認したこと以外は、第二艦隊司令部も含めて受信が確認されなかった。伊58は以後も接触を続け、午前1時45分レパルスに向けて魚雷5本を発射したが、英艦隊の変針が重なり命中しなかった。伊58は浮上航走しつつ英艦隊を追跡し、午前3時41分に「我地点「フモロ」45ニテ「レパルス」ニ対シ魚雷ヲ発射セシモ命中セズ 敵針路一八〇度 敵速二二節 〇三四一」と打電、午前4時25分に「敵ハ黒煙ヲ吐キツツ二四〇度方向5二逃走ス 我之ニ触接中 〇四二五」と打電、午前6時15分に「我触接ヲ失ス 〇六一五」と打電した。
10日午前4時41分、近藤中将は「我地点「フモロ」45ニテ「レパルス」ニ対シ魚雷ヲ発射セシモ命中セズ 敵針路一八〇度 敵速二二節 〇三四一」の電報を受け、英艦隊が反転してシンガーポールに避退中と知ると、午前5時、これを追撃するとともに、第一航空部隊及び潜水部隊に対し「敵ハ〇三四一地点フモロ四五ヲ「シンガーポール」ニ向ケ遁走中ナリ　航空部隊及び潜水部隊ハ極力此ノ敵ヲ捕捉撃滅スベシ」と命じた。6時15分に打電された電文を最後に、英艦隊の動向は全くつかめなくなった。電文から推測するに、英艦隊は真南（180度）の方向に航行していると見られ、燃料不足の懸念から近藤信竹中将（第二艦隊長官）は午前8時15分「水上部隊の追撃を断念す」と打電した。近藤中将は所在の水上部隊を反転させ、その攻撃を航空部隊と潜水部隊に委ねた。小沢中将も潜水部隊による追跡を諦め、松永少将指揮下の陸攻部隊に攻撃を託した。

### 日本の索敵攻撃

#### 索敵
12月9日、第一航空部隊指揮官の松永少将は、出撃させた各攻撃隊に午後9時10分ごろまでには引き返すように命じた。馬来部隊電令作第二六号及び南方部隊電令が次々に入電し、航空部隊は、当夜は触接攻撃にとどめ、10日の天明を待って英艦隊を全力攻撃するように命じられ、さらに最後に希望を託した索敵機3機も味方を英艦隊と誤認した混乱があり、松永は当夜の索敵を断念して午後9時55分に索敵隊に帰還を命じた。松永は翌早朝から全力をあげ索敵攻撃することに改め、馬来部隊第一航空部隊電令作第一三号（9日午後9時）、一四号（9日午後10時30分）でその準備を命じた。
第二航空部隊（水上機）は9日夜に小沢中将から夜間触接の準備を命じられていたが、ついにその下令はなかった。9日午後10時30分、近藤中将は第二航空部隊に「一二航戦ハ一部兵力ヲ以テ　明一〇日早朝敵主力と策応ス虞アル敵別動兵力ノ有無所在ヲ捜索セヨ」と索敵命令を与えた。9日午後11時32分、第二航空部隊指揮官の今村脩少将は明朝の索敵の備えと計画を発令した。
今村少将は10日午前3時10分に「零式水偵五機〇三四五「カムラン」湾発「プロコンドル」ヲ基点トシ一七五度カラ二二〇度間ヲ捜索ス　進出距離二四〇浬」と近藤中将、小沢中将に報告し、各部隊に通報。榊川丸の3機と山陽丸の2機は遅れ、午前4時20分カムラン湾を発進して索敵に向かった。小沢中将は別に捜索計画を立て、馬来部隊電令作第二七号を示し、それを実施するため10日6時30分に山陽丸の零式観測機3機を発進させた。これを知った今村は先の5機に引き返すように命じたが、命令は伝わらなかった。先の5機と後の3機は敵情を得られなかった。
12月10日6時25分、まず松永少将は元山空第四中隊の九六式陸上攻撃機 9機（中隊長、牧野大尉）を索敵任務に投入した。予想では4時間後に艦隊を発見できるはずであった。索敵機の発進後、攻撃隊も各基地から出撃する。索敵機からの報告を手がかりに、各航空隊が現場に急行する手はずが取り決められた。まず7時55分にサイゴンから元山航空隊（九六式陸攻26機。魚雷装備17機、爆弾装備9機）が出撃、続いて8時14分にはツドゥムから鹿屋航空隊（一式陸攻 26機。全機雷装）が出撃、直後の8時20分にツドゥムから美幌航空隊（九六式陸攻33機。雷装8機、爆装25機）が出撃した。最後の機が離陸したのは9時30分のことであった。元山航空隊の雷装九六式陸攻1機はエンジン故障のため引き返した。
情勢を注視していた連合艦隊旗艦の戦艦長門では連合艦隊幕僚が戦果を予想していた。すると山本五十六連合艦隊司令長官は三和義勇作戦参謀に対し「リナウン（レパルス）は撃沈できるが、キング・ジョージV世（プリンス・オブ・ウェールズ）は大破だろう」と発言、三和が2隻とも沈めると反論すると、山本長官は自論の正しさにビール 10ダースを賭けた（三和はビール1ダース）。
一方の英艦隊は、12月10日午前0時30分、東洋艦隊司令部のパリサー参謀長から、日本軍の攻撃で北部マレーの航空基地は保持不能となって放棄したこと、日本の爆撃機群は南部佛印基地に展開しており、サイゴン沖に空母2隻がいる可能性があること、英極東軍総司令部はシンガポール防衛のために空軍の全力を同地に投入する方針を決定したことが電報で送られ、午前1時頃、日本軍がクアンタンに上陸中の報ありと緊急信があった。緊急信の時間を午前1時とする文献もある。午前1時45分、英艦隊は180度変針し、フィリップス中将はクアンタン沖の日本船団を攻撃することを決意した。午前2時20分、針路240度に変え、午前7時30分に速力25節に増速した。日の出は午前7時57分（現地時間0627）、まもなく英艦隊はレーダーで4つの反応を探知して接近したが、貨物船であった。午前8時15分、英艦隊はスーパーマリン・ウォーラス偵察機を発艦させてクアンタン方面を偵察したが、同方面は平穏で日本軍は存在しなかった。午前9時30分、陸影を認めて接近したが、日本部隊を発見できず、駆逐艦エキスプレスに派遣、調査させると、一時間後に帰って来て「異常なし」と報告された。英艦隊は午前10時30分ごろシンガポールへの帰路についた。上陸の緊急信は誤報であったが、英艦隊は日本軍の空襲圏内にとどまることになった。英艦隊はアナンバス諸島東方を回ってシンガポールへ向かうため、東に進路を向けた。機雷原を避けるため、一旦北東へ向かい、それから南東に針路をとってアナンバス諸島の東方をまわってシンガポールへ向かう。午前11時30分に駆逐艦テネドスから「われ爆撃を受けつつあり」と報告があり、午前11時40分に戦艦プリンスオブウェールズは一機の日本機（帆足正音予備少尉乗機）を発見した。後に帆足機が「針路60度-30度-160度」と逐次報告したのは、この艦隊運動とする意見もある。
日本軍も英艦隊をなかなか発見できなかった。九六陸攻に比べ速力の出る一式陸攻部隊はシンガポール付近まで進出したという。11時13分、サイゴンに引き返す途中の4番索敵機が帰還中のテネドス（英艦隊より東南東130マイル）を発見して60kg爆弾2発を投下したが命中せず、英駆逐艦の位置を発信した。午後12時14分、500kg爆弾を装備する元山航空隊第三中隊（二階堂大尉）の九六陸攻9機が戦艦レパルスと見誤って攻撃したものの命中弾は得られなかった。テネドスは負傷者1名を出したものの無傷でシンガポールに退避した。
午前11時45分、3番索敵機（機長・帆足正音予備少尉）が東洋艦隊主力を発見し、約15分の間に司令部に以下の3つの電文を打電した。
1. 敵主力見ユ、北緯四度、東経一〇三度五五分、針路六〇度、一一四五
2. 敵主力ハ三〇度ニ変針ス、一一五〇
3. 敵主力ハ駆逐艦三隻ヨリナル直衛ヲ配ス、航行序列、キング型、レパルス、一二〇五

司令部はすぐさま各攻撃隊に電文を転送し、各攻撃隊は英艦隊に殺到した。帆足は独断で索敵コースを変更しており、英艦隊の射撃を受けてから「敵発見」を報告するなど不手際があったが、その過失を問われることはなかった。

#### 九六式陸攻の攻撃

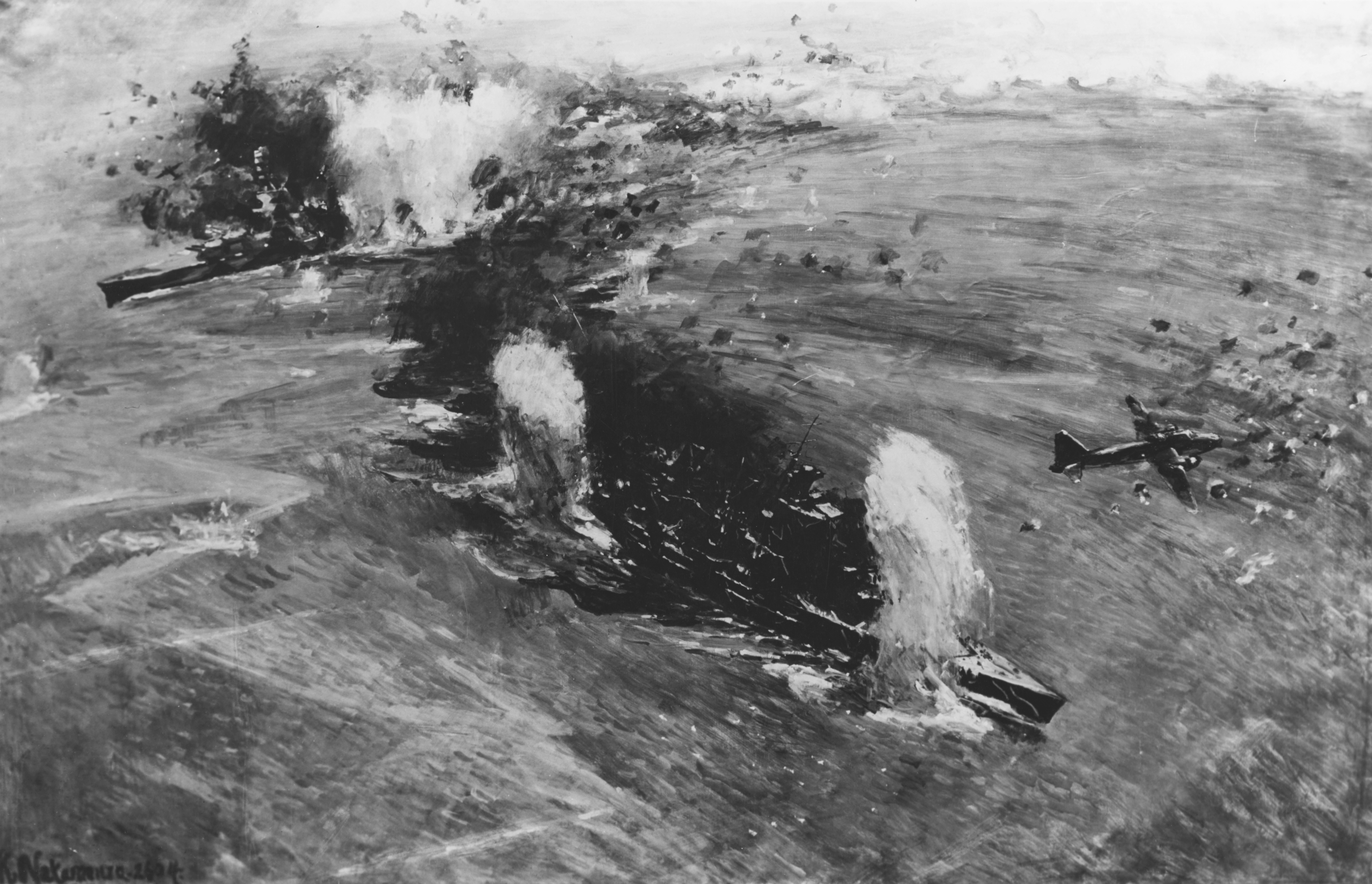
攻撃にさらされる英艦隊（Z部隊）。巧みな機動で爆撃を回避するレパルスと逆に集中攻撃を受けるプリンス・オブ・ウェールズ。

英艦隊上空に最初に到達したのは、美幌航空隊（白井中隊）の爆装九六式陸攻8機だった。英艦隊は突如出現した8機の日本軍機に対空砲火を浴びせるが、効果はなかった。午後12時45分、美幌空陸攻隊8機はレパルスを目標に各機2発搭載した250kg爆弾による水平爆撃を実施する。第二小隊二番機は第一弾投下直後に被弾したため第二弾を投下できず、別の1機も故障で投下ができなかったため、250kg爆弾計14発が投下された。このうち、最初の爆撃での1発がレパルスの右舷後部カタパルト付近に命中。右舷後部飛行機格納庫甲板、海兵隊員居住区甲板を貫通し、装甲を施した下甲板で爆発した。爆風でダメージコントロール班員が多数死傷、副長は消火隊5隊を投入したが、中々鎮火できなかった。またカタパルト上の水上機1機が炎上し、海中投棄された。最大の被害は、命中箇所直下の罐室で高圧蒸気管が破裂したことだった。このような事態になってもフィリップス提督はイギリス空軍に掩護を求めず、バッファロー戦闘機はシンガポールで待機したままだった。この攻撃の後レパルスは25ノットで航行した。
水平爆撃を行った美幌航空隊白井中隊が退避する中、元山航空隊九六陸攻隊16機(雷装)が英艦隊上空に到達する。フィリップス提督は日本軍機が雷撃を行えるとは考えておらず、プリンス・オブ・ウェールズの反応は遅れた。英軍にとって不運なことに、対空火器として期待を集めたポンポン砲は頻繁に故障を起こした。日本軍航空隊は、第一中隊(石原薫大尉)9機と第二中隊（高井貞夫大尉）6機（第二小隊一番機はエンジン故障で帰投）の二手に分かれ、それぞれプリンス・オブ・ウェールズとレパルスに雷撃を行った。第一中隊三番機は撃墜され、二番機（大竹典夫 一飛曹）はプリンス・オブ・ウェールズが転舵を止めたため目標を見失い、直後に右旋回中のレパルスを狙った。第二中隊・高井中隊長はレパルスと艦型が似ているため金剛型戦艦かと迷ったが、イギリス国旗を確認し、雷撃を行った。レパルスはウィリアム・テナント艦長の巧みな操艦で8本の魚雷を全て回避した。午後1時14分、プリンス・オブ・ウェールズに5本の魚雷が接近、左舷後方と左舷中央に魚雷2本（英軍記録魚雷1本が左舷後方）が命中した。ロースン副長は左舷中央の魚雷は命中ではなく自爆と推測、水圧により浸水が発生したが被害は限定的だった。これに対し、左舷後方に命中した魚雷はプリンス・オブ・ウェールズに重大な損傷を与えた。魚雷命中による損傷に加え、衝撃で湾曲した左舷外側推進軸が周囲を殴打して破壊し続けた。この時に隔壁が破壊されたためプリンス・オブ・ウェールズは早くも多量の浸水を見るにいたり、左舷に10度傾斜、右舷2軸運転となり速力は20ノットに低下した。（16ノットまで低下とする文献もある）さらに浸水は推進機軸管を伝って広がり、最下層甲板中部(Y缶室、Y機関室、中央機関科指揮所、ディーゼル発電機室)などにも浸水が及んで電力供給が途絶、後部4基の両用砲が旋回不能になり、対空射撃に甚大な影響が出た。艦内電話は通じなくなり、通風が不十分となって機械室では熱中症で倒れる乗組員が続出、応急注排水装置が故障、操舵機も電力を絶たれ人力操舵となる。後部指揮所にいた士官は、たった1本の魚雷でプリンス・オブ・ウェールズが致命傷を受けたことに「誰が不沈戦艦と名づけたんだ」とぼやいていたという。プリンス・オブ・ウェールズは重大な損傷を受けたにも拘らず、レパルスに被害を報告せず、レパルスのテナント艦長は旗艦の動きと傾斜から損害を推測するのみであった。この他、魚雷1本が駆逐艦エクスプレスの付近で自爆した。
午後1時20分、美幌航空隊第四中隊（高橋勝作大尉）の九六式陸攻8機が戦場に到達した。第四中隊も元山航空隊と同じくレパルスと金剛の見分けがつかず、対空射撃を受けてから英軍と確信した。午後1時27分、故障で魚雷投下に失敗した高橋機を除く7機が魚雷7本を投下するもレパルスは全て回避する。高橋中隊の損害は小破3機で、魚雷投下行動を2度やりなおした高橋機の損害は大きかった。第四中隊は魚雷3本命中・左舷傾斜を主張するが、実際には命中していない。午後1時28分（1157）、レパルスのテナント艦長は独断で無線封止を破り「発レパルス、宛関連全友軍艦艇。我敵機の雷爆撃を受けつつあり、至急空軍の援助を乞う、位置134NYTW22X09、時刻1158」と発信した。午後1時46分、11機のF2Aブリュースターバッファロー戦闘機がシンガポールを発進したが、到着見込みは午後2時30分以降であった。これに関して、午後12時30分までにイギリス空軍が出動しなければ、日本軍航空隊の空襲までにバッファローが英艦隊上空に到達できないという指摘もある。
午後2時37分、小沢中将は潜水部隊に対し、「潜水部隊ハ敵損傷主力艦ニ集中セヨ」と命じたが、潜水部隊指揮官の吉富説三少将は英主力艦二隻の沈没を知ると、潜水部隊に対し午後3時15分に次期作戦命令を与えた。

#### レパルスの沈没

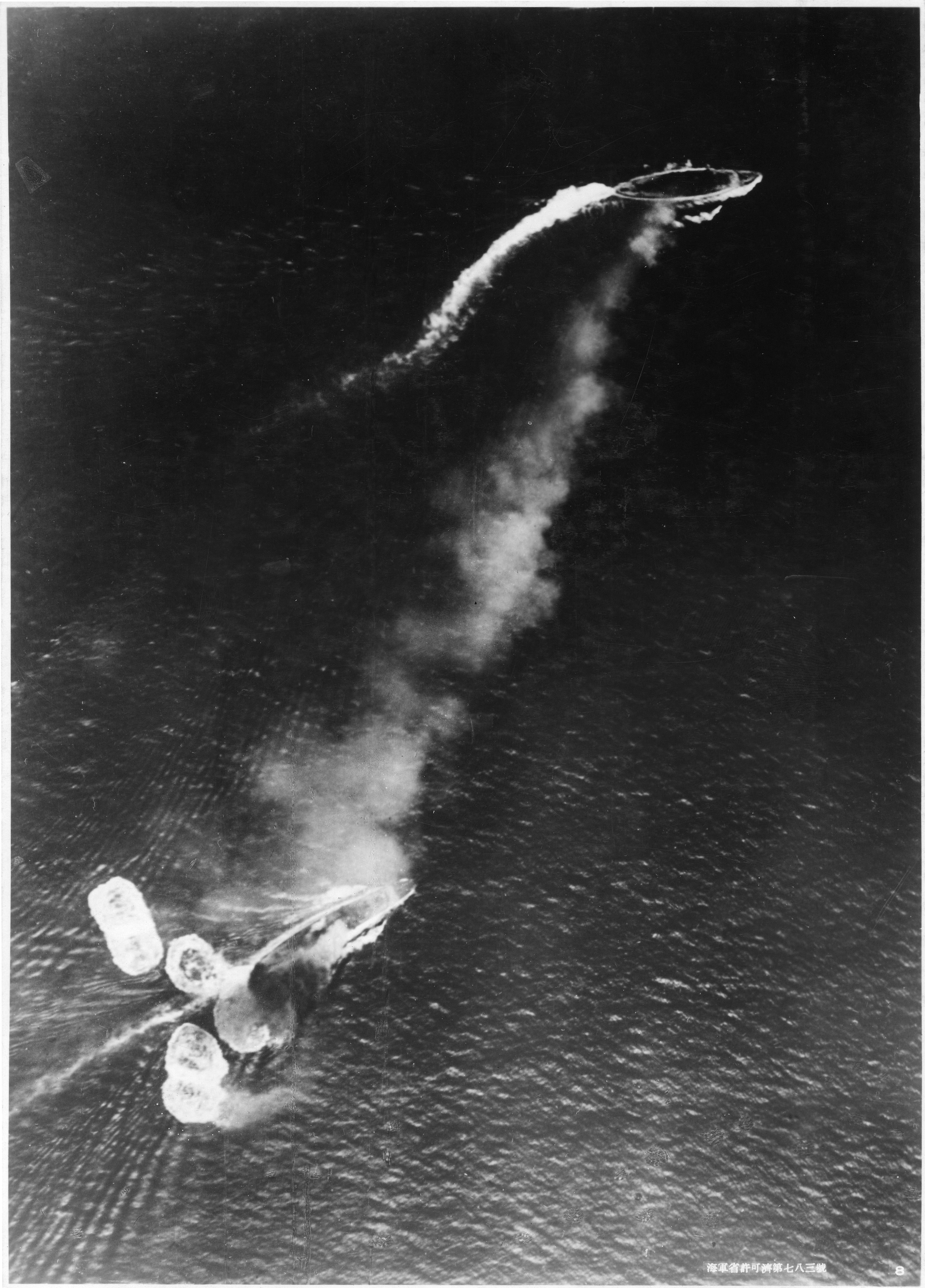
爆撃中の日本軍機から撮影された、攻撃を受けるレパルスとプリンス・オブ・ウェールズ。画像左下のレパルスには丁度爆弾が命中している。

午後1時37分、宮内七三少佐率いる鹿屋航空隊の一式陸上攻撃機 26機は積雲の切れ間から右方向に水上偵察機を発見、午後1時47-48分に雲下に出ると英艦隊を発見した。この水上機は、レパルスから発進したビル・クローザー准尉のスーパーマリン ウォーラス水上偵察機だった。「我れ航行の自由を失えり」の信号旗を掲げたプリンス・オブ・ウェールズは推進軸損傷のため20ノットで緩慢に左旋回し、レパルスは28ノットに増速すると右に急速転舵する。鹿屋航空隊第一中隊9機のうち、4機がプリンス・オブ・ウェールズを攻撃して右舷に魚雷3本・左舷1本命中を主張。5機がレパルスに向かい、左舷に魚雷1本を命中させて左舷機関室に浸水を生じさせた。
続いて鹿屋航空隊第二中隊8機は、2機がプリンス・オブ・ウェールズを攻撃して右舷に魚雷1本命中を主張、6機がレパルスを攻撃し、プリンス・オブ・ウェールズに合計魚雷4-5本、レパルスに魚雷合計7-10本命中を主張している。これは魚雷命中の水柱を攻撃側が自機の戦果と誤認したものであり、鹿屋空第一中隊第二小隊長として本海戦に参加した須藤は、レパルスへの魚雷命中は5-6本程度と推測している。レパルスに乗艦していたイギリス人記者によれば、最初に左舷へ魚雷2本（機関部浸水）、次に右舷中央部に2本、最後に1本が後部に命中したと記録している。また、命中したものの不発だった魚雷も目撃されている。鹿屋空第三中隊9機はレパルスに挟撃雷撃を行い、対空砲火で2機が撃墜された。この他に11機が被弾し、3機の被害は大きかった。対水雷防御に欠ける巡洋戦艦であるレパルスは浸水が激しく、被雷から4分を経た午後2時3分（イギリス軍時間12:33）、左舷に転覆して沈没した。駆逐艦エレクトラが571名、ヴァンパイアがテナント艦長と従軍記者を含む225名を救助した。宮内少佐・鹿屋空雷撃隊総指揮官は「敵戦艦1隻撃沈、1隻は攻撃続行の要あり」と打電して帰途についた。
午後2時、美幌航空隊の九六式陸上攻撃機（武田中隊8機、大平中隊9機、各機500kg通常爆弾装備）が、雷撃を受けて炎上する英戦艦2隻上空に到達した。イギリス軍によれば、最初に攻撃を行ったのは大平中隊である。大平中隊は何もない海面を誤爆して帰還したが、駆逐艦1隻を撃沈したと報告した。戦後、大平はプリンス・オブ・ウェールズを狙って水平爆撃を行おうとしたが、初陣の爆撃手のミスにより、英戦艦のかなり手前の海面に投弾したと証言している。英戦艦乗組員が安堵したのも束の間、武田中隊はプリンス・オブ・ウェールズに水平爆撃を行い、午後2時13分に後部主砲塔付近と左舷艦尾に命中を主張した（イギリス軍によれば命中弾1、不落下弾1）。
プリンス・オブ・ウェールズには午後1時50分ごろ魚雷1本が艦首右舷に命中、2本目が艦橋右舷付近に命中、3本目は後部三番砲塔右舷付近に命中、4本目は右舷外側推進器軸付近に命中し、プリンス・オブ・ウェールズの傾斜は回復したものの1軸運転・最大発揮速力8ノットとなった。武田中隊が命中させた爆弾はプリンス・オブ・ウェールズの最上甲板を貫通して艦内で炸裂、同艦の船体中央部の飛行機甲板は全体が盛り上がるほどの損傷を受け、さらに通称「シネマデッキ」に収容されていた負傷兵に多数の死者が出たほか、火災の煙が罐室に逆流・機関兵は退去した。武田大尉はプリンス・オブ・ウェールズがシンガポールに帰航する可能性を考慮し、日本軍潜水艦によりプリンス・オブ・ウェールズにとどめを刺すよう要請して戦場を離脱した。
なお、日本軍航空隊は救助作業を行うイギリスの駆逐艦を攻撃せず、救助作業を妨害しなかった。これには2つの理由があり、1つ目は、爆弾や魚雷を使い果たした上に燃料が少なかったことで、戦後、須藤（一式陸攻雷撃隊）から事情を聞いたプリンス・オブ・ウェールズのゴーディ機関長は落胆している。2つ目の理由は美幌航空隊の壱岐春記大尉のようにイギリス海軍将兵の戦いぶりに敬意を表したもので、残った機銃で機銃掃射をし、救助作業を妨害することも可能であったにもかかわらず、それをせずに帰還している。生存者の一部はシンガポールに上陸したものの、その後のシンガポール陥落時に日本軍の捕虜となってしまった。

#### プリンス・オブ・ウェールズの沈没

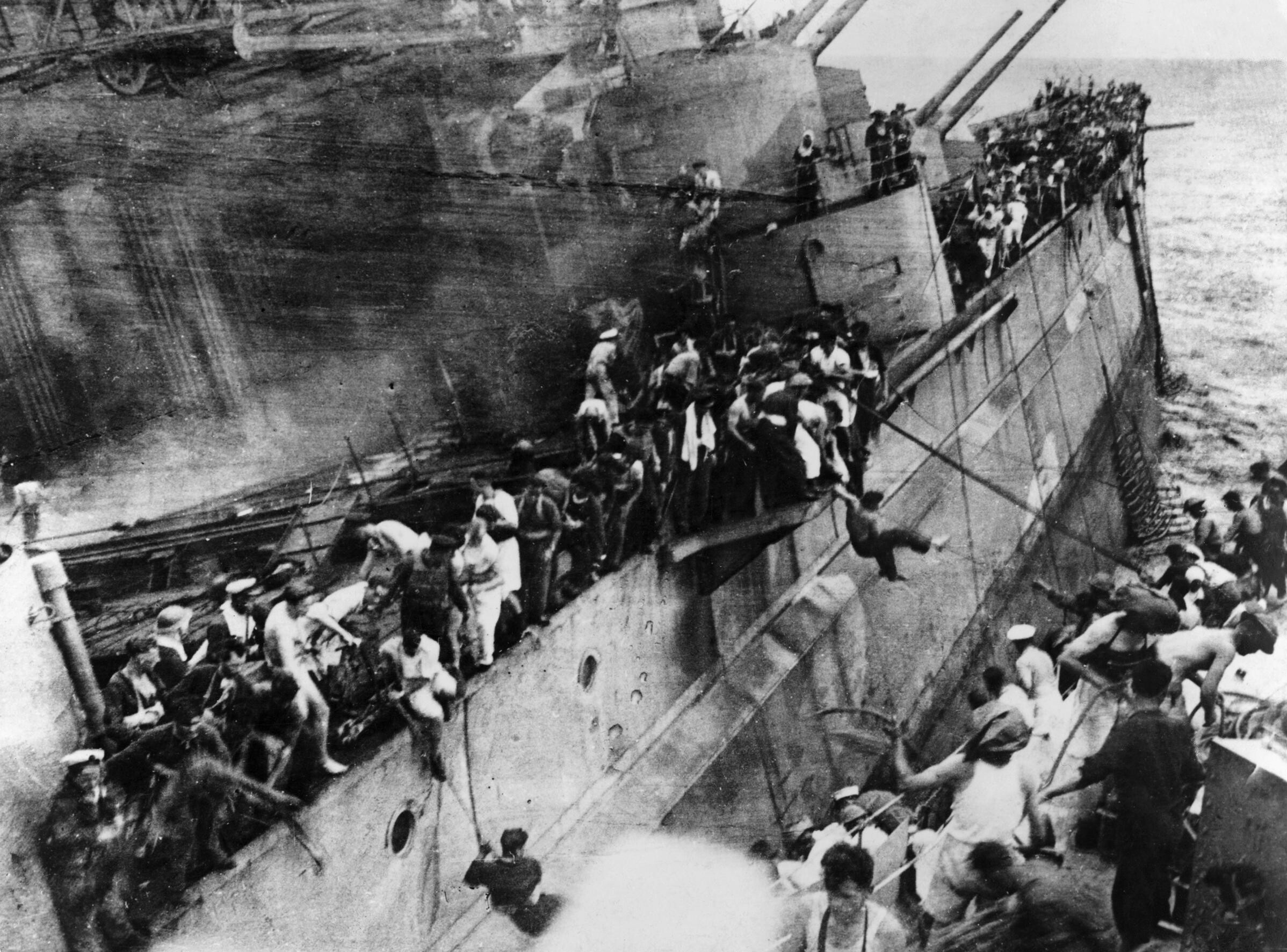
「プリンス・オブ・ウェールズ」から乗員を移乗させる駆逐艦「エクスプレス」

合計4-5本(日本軍主張7本、海底調査では4本)の魚雷が命中したプリンス・オブ・ウェールズは航行不能になり、左舷艦尾から沈み始めた。左舷外側推進器は魚雷命中の衝撃で大きく内側に曲がり、左舷内側推進器のシャフトに覆いかぶさるように変移していた。また右舷外側推進器も右舷後部の浅い位置に命中した魚雷によって破壊されてスクリューが脱落しており、右舷内側推進器のみが使用可能の1軸運転となっていた。また発電機室の浸水により艦後部の広範囲が停電し、舵操作も出来なかった。
魚雷・爆弾の命中数に関して日英の資料で次のような食い違いがある。
- 日本側資料
  - プリンス・オブ・ウェールズ：魚雷7本、爆弾2発
  - レパルス：魚雷13本、爆弾1発
- イギリス側資料
  - プリンス・オブ・ウェールズ：魚雷6本、爆弾1発
  - レパルス：魚雷5本、爆弾1発

日本側は至近弾による水柱を魚雷の命中と誤認したという指摘もある。2007年に行われた詳細な海底調査では、プリンス・オブ・ウェールズの船体には左舷1か所右舷3か所の破孔が認められるのみであった。
駆逐艦エクスプレスがカートライト艦長の判断で乗員救助のためプリンス・オブ・ウェールズの右舷に横付けし乗組員の収容を始めた。ジョン・リーチ艦長は負傷者のみエクスプレスへの移乗を許可し、残る乗組員には戦闘配置につきプリンス・オブ・ウェールズをシンガポールへ回航させると演説した。
後日、日本軍の捕虜となったウェールズ生存者（ポンポン砲銃兵）の証言によれば、トーマス・フィリップス提督は幕僚の退艦要請に対し「ノー、サンキュー」と拒み、退艦する将兵に手を振った。一方、英戦艦の艦腹から海に飛び込んだ姿も数人に目撃されており、またヒラリー・ノーマン水雷中佐は救命胴衣をつけたフィリップの遺体が海面を漂うのを目撃している。「艦長が艦と運命を共にするのは無益だ」と公言していたリーチ（en) 艦長は付近の海面上で目撃されたが、生還しなかった。イギリス側の証言によれば、転覆時に海に投げ出されて行方不明になったという。
午後2時30分、三番索敵機（帆足予備少尉機）が戦場に戻り、英艦隊の監視を行う。レパルスは既に沈没し、プリンス・オブ・ウェールズは艦中央と艦尾で火災が発生し、艦首は東を向いて惰性で動いていた。日本時間午後2時50分（現地時間13時20分）、プリンス・オブ・ウェールズは左へ転覆し艦尾から沈没した。帆足機は「レパルス型1420ごろ、キング・ジョージ型1450ごろ爆発沈没せり。駆逐艦、レパルスの救助作業につとめたるも、わずかに収容せるのみ。キング・ジョージ型は総員艦と運命をともにせり」と報告し、大本営発表もこれに準じている。実際のウェールズ戦死者は士官20名、下士官兵307名（全乗組員士官110名、下士官兵1502名）、であり、またバッファロー戦闘機隊指揮官は沈没寸前に火焔と黒煙が上がるも大爆発はなかったと証言している。
午後2時45分、オーストラリア第453飛行隊のブリュースターバッファロー戦闘機 11機が戦場に到着、完全に転覆し、艦尾から沈んでいくプリンス・オブ・ウェールズを目撃した。帆足機はバッファロー8機を視認して積乱雲に退避。午後9時20分にサイゴン基地に着陸して13時間の索敵任務を終えた。また、テネドスは無事にシンガポールに帰還した。

### 両国の反応
イギリス戦艦2隻撃沈の戦果は昭和天皇に報告され、天皇は「ソレハヨカッタ」と喜んだ。また「聯合艦隊航空部隊ハ敵英國東洋艦隊主力ヲ南支那海ニ殲滅シ威武ヲ中外ニ宣揚セリ　朕太タ之ヲ嘉ス」の勅語を示した。1942年（昭和17年）4月15日、連合艦隊司令長官山本五十六大将はマレー沖海戦に参加した航空隊および隊員に感状を授与した。
日本軍は大本営発表（昭和16年12月10日午後4時5分）として「帝国海軍は開戦劈頭より英国東洋艦隊特にその主力艦二隻の動静を注視しありたるところ、九日午後帝国海軍潜水艦は敵主力艦出動を発見、爾後帝国海軍航空隊と緊密なる協力の下に捜索中本十日午前十一時半マレー半島東岸クアンタン沖において再び同潜水艦これを確認せるを以て帝国海軍航空部隊は機を逸せず、これに対し勇猛果敢なる攻撃を加へ午後二時廿九分戦艦レパルスは瞬時にして轟沈し同時に最新式戦艦プリンス・オブ・ウエールズは忽ち左に大傾斜暫時遁走せるも間もなく午後二時五十分大爆発を起し遂に沈没せり、ここに開戦第三日にして早くも英国東洋艦隊主力は全滅するに至れり。」を行い、イギリス東洋艦隊主力の撃滅を宣伝した。写真週報第201号（昭和16年12月31日号）では「比類なき戰果　マレー沖海戰 撮影海軍省　十二月十日、マレー半島東岸クワンタン沖でわが海軍航空隊必殺の猛撃を浴びあへない最後ととげる英國東洋艦隊旗艦プリンス・オヴ・ウェールス號と戰艦レパルス號断末魔の姿―手前の白い水煙に包まれてゐるのはわが海鷲の適確な集中爆撃を浴びてゐるウェールス號、遠くは轟沈寸前のレパルス號」として撃沈された戦艦を写した写真とともに公表されている。
12月18日、第二次攻撃隊長だった壱岐春記海軍大尉はアナンバス諸島電信所爆撃任務からの帰路両艦の沈没した海域を通過し、機上から沈没現場の海面に花束を投下して日英両軍の戦死者に対し敬意を表した。
宇垣纏連合艦隊参謀長は、イギリス戦艦2隻を引き揚げ修理した上で日本海軍への編入を思案したが、実現しなかった。軍令部もプリンス・オブ・ウェールズの引き揚げと調査のため、サルベージの手続きをとっている。
イギリス東洋艦隊の2戦艦が撃沈された時点で、まだシンガポールには重巡洋艦エクセター、軽巡洋艦モーリシャス、ダナイー級軽巡洋艦ダーバン、ダナイー、ドラゴン、駆逐艦ジュピター、エンカウンター、ストロングホールド、スコット、サーネット、オランダ海軍のジャワ級軽巡洋艦ジャワ、アメリカ海軍の駆逐艦ホイップル、ジョン・D・エドワーズ、エドソール、オールデンがあった。このうち4隻のアメリカ駆逐艦部隊はシンガポールを出航して戦地に向かい、帰路に就く駆逐艦エクスプレスらと遭遇した。エクスプレスは戦闘が終了したことを伝えた。アメリカ駆逐艦部隊は北上を続け、漂流者の捜索を行ったが発見できなかった。
この海戦の結果、インド洋に進出していた東洋艦隊の大部分が日本軍の航空攻撃を警戒し、マレー方面進出を断念したためマレー作戦は順調に進行した。しかし、残存艦はスラバヤ（ジャワ島）に後退してABDA司令部指揮下でABDA艦隊を編成し、1月24日にはアメリカ駆逐艦部隊による攻撃（バリクパパン沖海戦）でボルネオ島上陸部隊が妨害を受けるなど予断は許されない状況であった。
戦艦プリンス・オブ・ウェールズは1941年（昭和16年）8月上旬に行われた大西洋会談においてフランクリン・ローズベルト（アメリカ合衆国大統領）とウィンストン・チャーチル（イギリス首相）が乗艦し、大西洋憲章が結ばれた場所でもある。
当時のイギリス首相ウィンストン・チャーチルは、著書の中でマレー沖海戦でこの2隻を失ったことが第二次世界大戦でもっとも衝撃を受けたことだと記している。また議会に対して「イギリス海軍始って以来の悲しむべき事件がおこった」と報告した。
沈没したプリンス・オブ・ウェールズは水面下68 m（223フィート）の位置で見つかり、不法ダイバーに盗まれるのを危惧したことから2002年になってベルが取り外された。ベルはリバプールの博物館（Merseyside Maritime Museum）で展示されている。レパルスはさらに浅い40メートルの海底に沈んでおり、海面から船体が視認できる状態である。双方の艦とも完全に転覆した状態で海底に横たわっている。

## 参加兵力
日本軍
- 南方部隊指揮官：近藤信竹海軍中将、馬来部隊指揮官：小沢治三郎海軍中将
- 第一航空部隊:海軍第二十二航空戦隊（司令官：松永貞市海軍少将、司令部はサイゴン（現在のホーチミン）、第十一航空艦隊所属）
  - 元山海軍航空隊（前田孝成大佐）
  - 美幌海軍航空隊（近藤勝治大佐）
  - 鹿屋海軍航空隊本隊（藤吉直四郎大佐、第二十一航空戦隊より応援で第二十二航空戦隊指揮下に入る。）
  - 山田部隊（山田豊中佐、第二十三航空戦隊より増派。）

(九六式陸攻 59機、一式陸攻 26機)
- 第二航空部隊:海軍第一二航空戦隊（司令官：今村脩海軍少将）
- 潜水部隊（司令官:吉富説三海軍少将）
  - 第四潜水戦隊
  - 第五潜水戦隊

イギリス軍
- Z部隊
  - 戦艦：プリンス・オブ・ウェールズ
  - 巡洋戦艦：レパルス
  - 駆逐艦：エレクトラ、エクスプレス、テネドス
  - ヴァンパイア（オーストラリア籍）

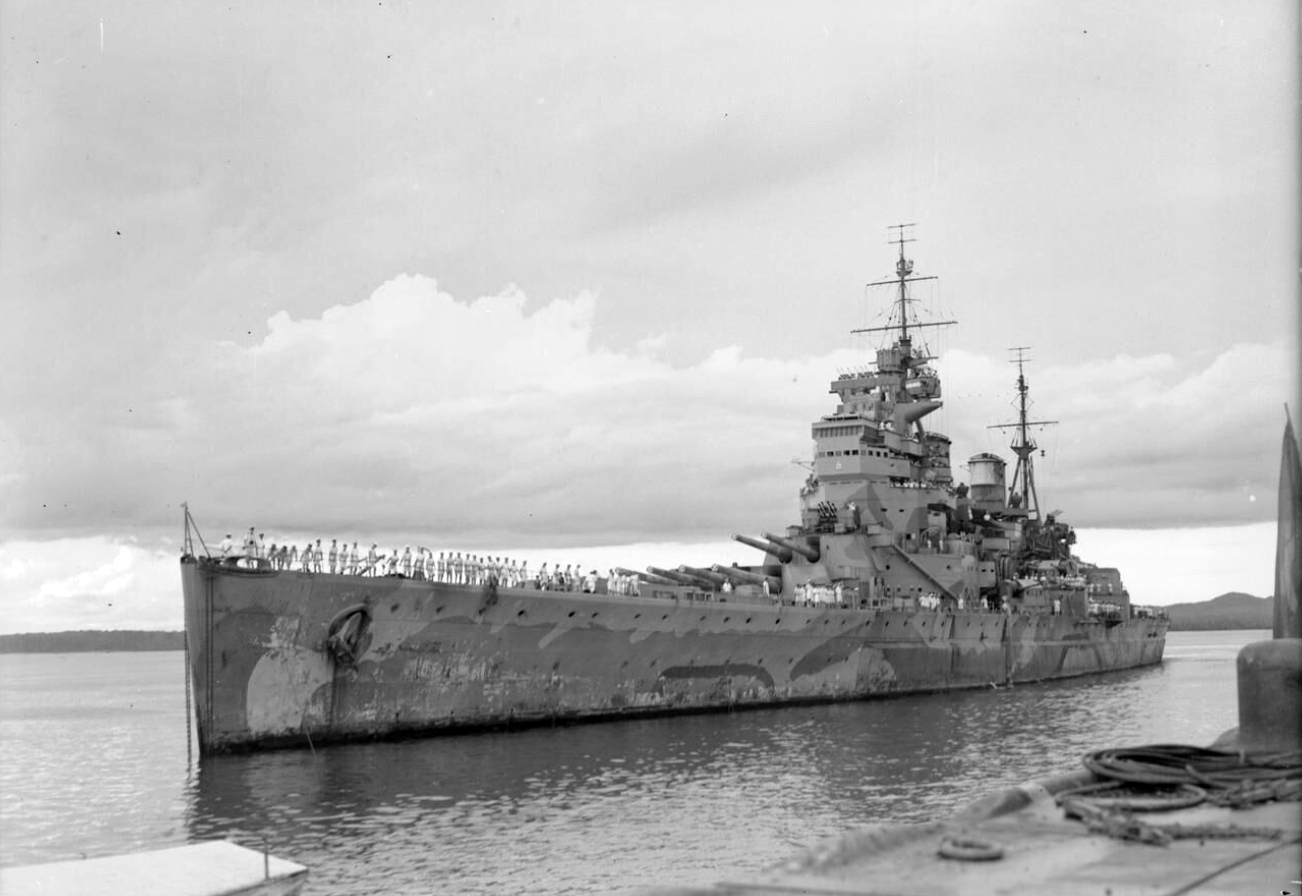
新戦艦プリンス・オブ・ウェールズ。
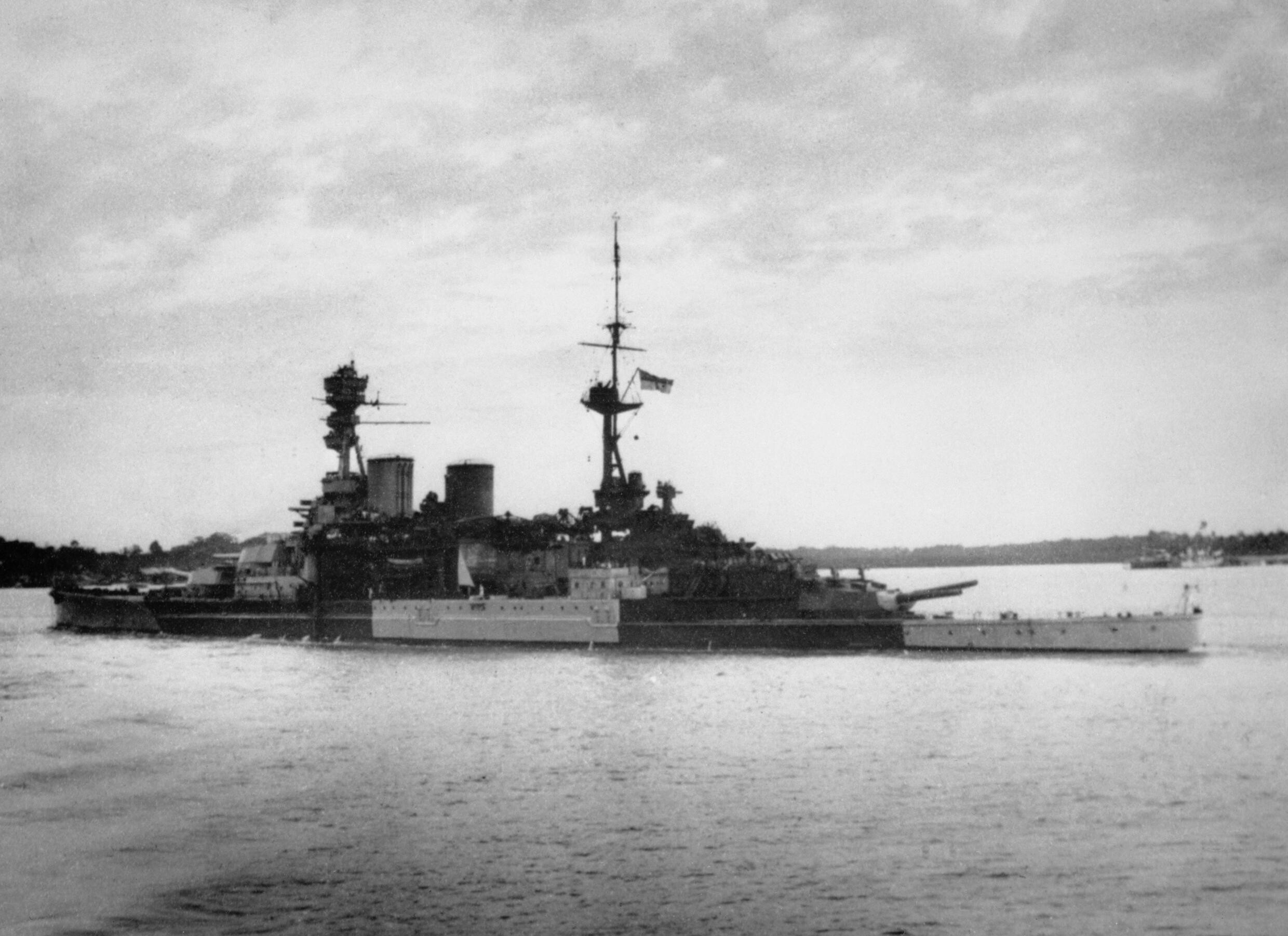
巡洋戦艦レパルス。
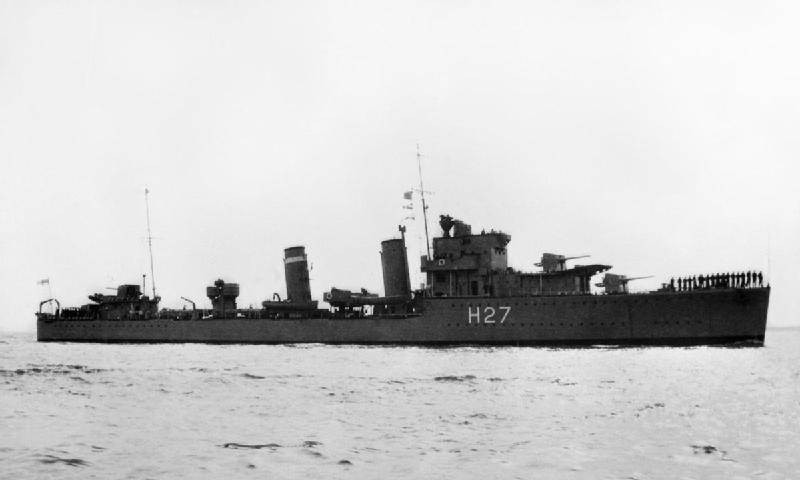
駆逐艦エレクトラ。
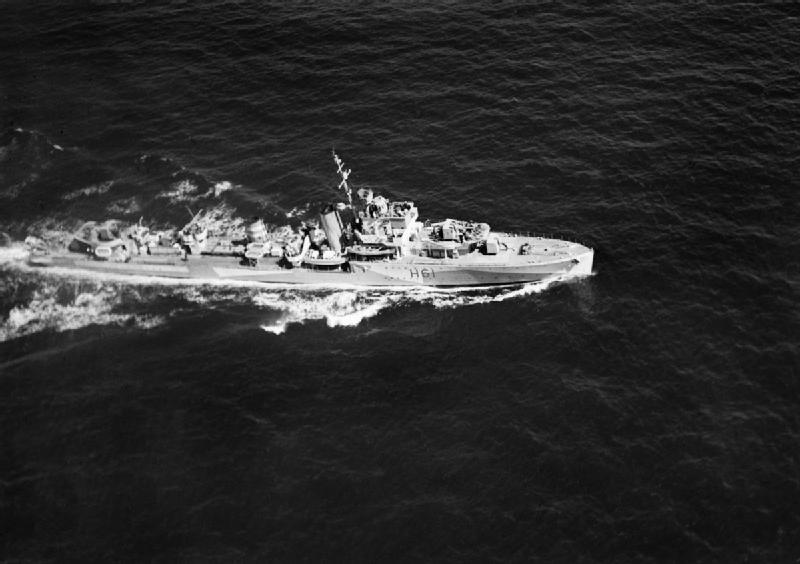
駆逐艦エクスプレス。
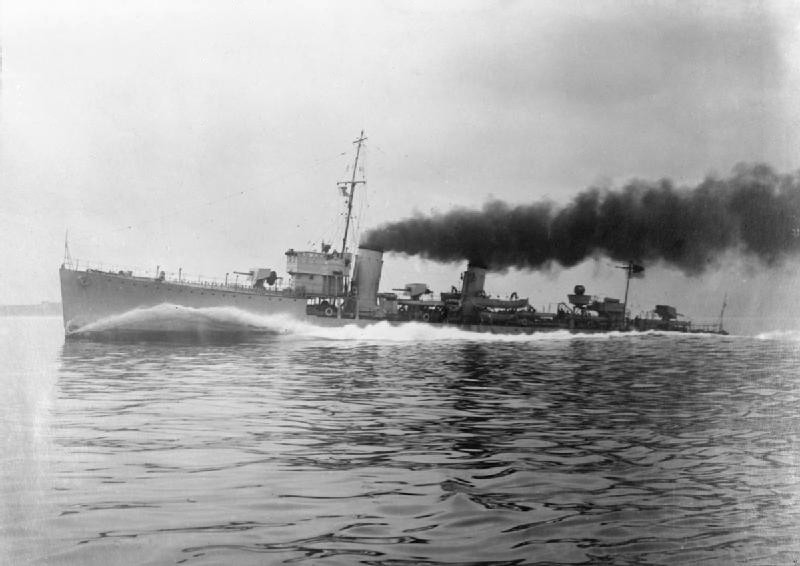
駆逐艦テネドス。
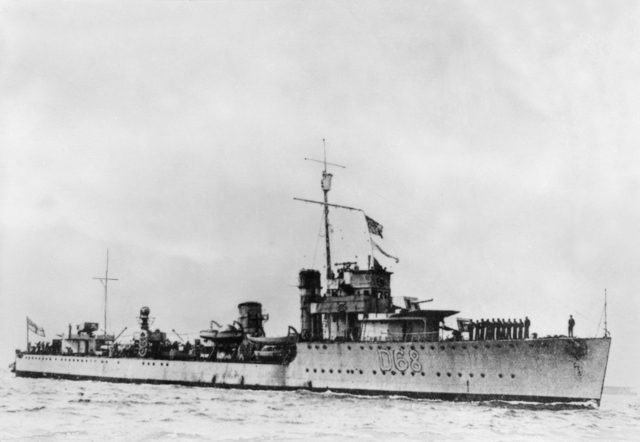
オーストラリア海軍駆逐艦ヴァンパイア。

## 両軍の損害
日本軍
- 元山空

雷撃隊:被撃墜（自爆・九六式陸上攻撃機）1（戦死7人）、被弾（隊内修理可能）4
- 美幌空

爆撃隊:被弾（隊内修理可能）10
雷撃隊:被弾（隊内修理可能）3
- 鹿屋空

雷撃隊:被撃墜（自爆・一式陸上攻撃機）2（戦死14人）、被弾（大破）2、被弾（要航空廠修理）2、被弾（隊内修理可能）8
イギリス軍
- 沈没：戦艦プリンス・オブ・ウェールズ、巡洋戦艦レパルス
- 戦死：フィリップス大将、リーチ大佐ほか将兵840名。

日本軍の参加機の多くは被弾して工廠修理2機、隊内修理25機、喪失機ふくめ21名戦死という被害を出し、2隻の対空砲火の激しさを証明している。日本の攻撃隊の内一機は佛印南部に不時着している。
また、翌11日に松永少将は追加報告を行い、その中に「巡洋艦一隻（或ハ嚮駆）撃沈ヲ追加ス」とあるが、巡洋艦または嚮導駆逐艦の沈没は搭乗員の誤認であり、巡洋艦は存在せず、駆逐艦も沈没していない。これは水平爆撃を行った際の報告である。
両艦の戦死者が意外に少ないのは、日本機は駆逐艦による救助作業を全く妨害しなかったためである。沈没を確認した日本機は敵将兵の戦闘をたたえて翼を振っただけではなく、後日現場に花束二個を投下、敵味方の戦死者に捧げた。
小沢治三郎は、フィリップス戦死の報が届いた時、その死を悼み、「いずれ、我々にも同じ運命がくる」と、暗澹たる口調で呟いた、という。

## 勝敗の要因
イギリスの敗因として、日本の航空戦力に対する考えが甘かった点も指摘される。当時の日本は航空機の性能は零式艦上戦闘機を始めとして高い水準にあり、練度の高い乗員が揃っていた。また、英艦隊首脳部は当時としては一般的な大艦巨砲主義の観点から戦艦は航空機より強いと誤認しており、フィリップス以下将兵のシンガーポールからの北上を決意した点、空海共同作戦が緊密を欠き、フィリップスが要請したシンガポール基地からの戦闘機の援護が拒否された点が挙げられる。
直接的な戦闘結果では、英戦艦は魚雷による被害が多い。日本軍に雷撃機が多かったこと、複葉かつ劣速なソードフィッシュ攻撃機になれた乗員達の対空砲火が比較的弱かったことが挙げられる。(伊藤正徳、連合艦隊の最後)
英東洋艦隊には楽観的な気運が漂っており、レパルス乗艦中のCBS記者によれば、同艦士官たちが日本艦隊出現の情報に「だけど彼らは日本人だぜ、心配することなんか何もない」と笑っていたという。また「（日本軍の）艦船は飛行機よりマシだが、日本人は近眼で射撃できない」「日中戦争に5年もかけてまだ勝てない」等の点から、情勢を楽観視していた。イギリス軍は日本軍航空機の性能および日本人の能力を過小評価していたため、空襲による危険は小さく主力艦が致命的な被害を受けることもないだろうと判断していた。
連合艦隊参謀長宇垣纏少将は「鴨がネギを背負って現れた。新鋭戦艦も無謀な行動で海の藻屑になった」と評している。

## 影響

### 戦略
マレー沖海戦は「作戦行動中の戦艦を航空機で沈めることができる」ことを証明した海戦であった。「不沈艦」（"unsinkable"）、「不沈戦艦」と宣伝されたプリンス・オブ・ウェールズも、航空攻撃で撃沈されたのである。当時の世界の海軍戦略である大艦巨砲主義の終焉を告げる海軍史上の出来事とする意見もある。日本は開戦劈頭に真珠湾攻撃で多数のアメリカの戦艦を撃沈したが、これは停泊艦が目標で、また敵の不備を突いた作戦であり、海軍部内では据え物切りと見るものがあったが、マレー沖海戦では戦闘機の支援がないとはいえ、最新のプリンス・オブ・ウェールズを含む警戒航行中の高速戦艦を二隻撃沈したため、航空関係者による「航空攻撃で戦艦を撃沈できる」との主張が立証され、日本海軍部内の航空の威力に対する認識が一層高まった。航空機が戦艦を沈める事が可能であるなら、航空機による戦艦の護衛は必須となり、地上基地の航空部隊の行動圏外では戦艦を始めとする水上部隊は、敵側に航空戦力が存在する状況ではもはや空母なしで単独では行動できなくなってしまった。
一方、脆弱な飛行甲板という構造上の弱点を抱え、かつ航空機用燃料や爆弾、魚雷といった可燃物を満載している空母がわずか1-2発の爆弾命中で航行不能に陥ったり、沈没した事例の枚挙にいとまがない事と比較して、砲戦用の分厚い装甲を備え、水中防御も充実した戦艦を航空機だけで沈めることは、依然として難題であり続けた。事実、日本海軍航空隊が沈めた航行中の戦艦は、本海戦におけるプリンス・オブ・ウェールズとレパルスのみであり、逆に沈められた戦艦も大和型の2隻だけである。大和と武蔵の撃沈には、それぞれ300機以上という真珠湾攻撃と同数の空母艦載機が動員されていることからもそれがわかる。プリンズ・オブ・ウェールズの沈没について、イギリス海軍大佐のラッセル・グレンフェルは著書の中で「ただ、それは実際上対空防御の伴わぬ戦艦は、空襲により沈められ得るという事実を示したに過ぎなかった」と評している。
また、海上戦闘の様相に影響をあたえたものの、目標が戦闘機を伴わず、警戒艦艇も少なかったことからこの成果をもって将来の艦隊戦闘を推すのは早計という意見もある。もし予定通りイギリス艦隊に空母インドミタブルが随伴しているか、英空軍戦闘機がマレー半島に多数配備されていた場合、海戦の様相は変わっていた可能性がある。1942年2月20日のニューギニア沖海戦では、空母レキシントン (CV-2)を攻撃した第二十四航空戦隊（第四艦隊）の一式陸上攻撃機 15機がF4Fワイルドキャット戦闘機と対空砲火の迎撃で13機を撃墜された。

### イギリスの支配
イギリス海軍の最新鋭戦艦1隻と巡洋戦艦1隻の撃沈はアヘン戦争（1840年 - 1842年）以来100年に亘るイギリス植民地主義と海軍全盛時代の「破局の序章」とも評される。イギリスの歴史学者であるアーノルド・J・トインビーは「イギリス最新最良の戦艦2隻が日本空軍によって撃沈された事は、特別にセンセーションを巻き起こす出来事であった。それはまた、永続的な重要性を持つ出来事でもあった。何故なら、1840年のアヘン戦争以来、東アジアにおけるイギリスの力は、この地域における西洋全体の支配を象徴していたからである。1941年、日本は全ての非西洋国民に対し、西洋は無敵でない事を決定的に示した。この啓示がアジア人の志気に及ぼした恒久的な影響は、1967年のヴェトナムに明らかである。」と評している。
日本はこの戦いによりマレー方面での制海権を握ったと判断した。2か月後のシンガポール陥落（1942年2月15日）でイギリス陸軍は敗れ、シンガポールは日本軍に占領された。シンガポールは東南アジア征服の象徴・要というべきチョークポイントであり、これを失うということは東南アジア支配の終焉を予感させるものとして、インドなど当時イギリスの植民地であった東南アジア各国の独立への機運に影響を与えたとする意見もある。
シンガポールでは、プリンス・オブ・ウェールズ撃沈の速報がラジオを通じてもたらされた瞬間、パニックが発生した。

## 2007年の調査
2007年5月に海底の残骸の調査が行われ、綿密な報告書が公表された。その分析結果によると命中魚雷は両艦とも4本ずつとされている。